# Spyros Kapralos

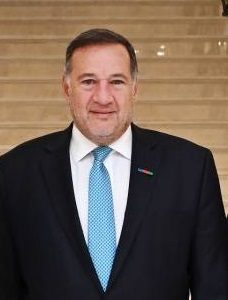
Spyros Kapralos (2022)

Spyros Kapralos oder Spyros Capralos (griechisch Σπύρος Καπράλος, * 15. April 1955 in Athen) ist ein ehemaliger griechischer Wasserballspieler. Er war Vorsitzender des Organisationskomitees für die Olympischen Spiele 2004 in Athen. Seit 2019 ist er Mitglied des IOC.

## Leben
Spyros Kapralos begann seine Karriere als Schwimmer und war zwischen 1969 und 1974 mehrfach griechischer Meister. Als Wasserballspieler nahm er mit der griechischen Nationalmannschaft an den olympischen Wasserballturnieren 1980 und 1984 teil. 1980 belegte die Mannschaft nach siegloser Vorrunde und zwei Siegen in den Platzierungsspielen den zehnten Platz unter zwölf teilnehmenden Mannschaften. Kapralos warf im Turnierverlauf sechs Tore. 1984 erreichte die griechische Mannschaft mit drei Siegen in den Platzierungsspielen den achten Platz unter zwölf Teilnehmern. Kapralos erzielte zwei Turniertore. Bei den Weltmeisterschaften 1978 und 1982 belegte Kapralos mit der griechischen Mannschaft jeweils den zwölften Platz.
Kapralos studierte in Athen Betriebswirtschaft und schloss dieses Studium 1978 mit einem Bachelor of Arts ab. 1979 machte er seinen MBA an der französischen Insead. Er war danach elf Jahre bei einer Geschäftsbank tätig und von 1990 bis 2000 bei der griechischen Nationalbank.
Im September 1997 erhielt Athen den Zuschlag für die Durchführung der Olympischen Spiele 2004. Von 1998 an war Spyros Kapralos Vorsitzender des Organisationskomitees. Auch wenn dies zwischendurch von Seiten der internationalen Presse bezweifelt worden war, wurden alle olympischen Austragungsstätten vor Beginn der Spiele fertig. Mit insgesamt 16 olympischen Medaillen, davon sechs in Gold, war auch das sportliche Abschneiden der griechischen Mannschaft so gut, wie seit 1896 in Athen nicht mehr. 2005 wurde Kapralos mit dem Olympischen Orden in Silber ausgezeichnet.
Nach 2004 war Kapralos sechs Jahre Börsenchef. Seither ist er als Vorstandsvorsitzender im Reedereigeschäft und im Krankenhausbereich tätig. 2009 wurde Kapralos zum Präsidenten des Hellenischen Olympischen Komitees gewählt. Seit 2019 ist er auch Mitglied des IOC. 2021 wurde er Präsident der europäischen NOKs.